# Olympia-Werke

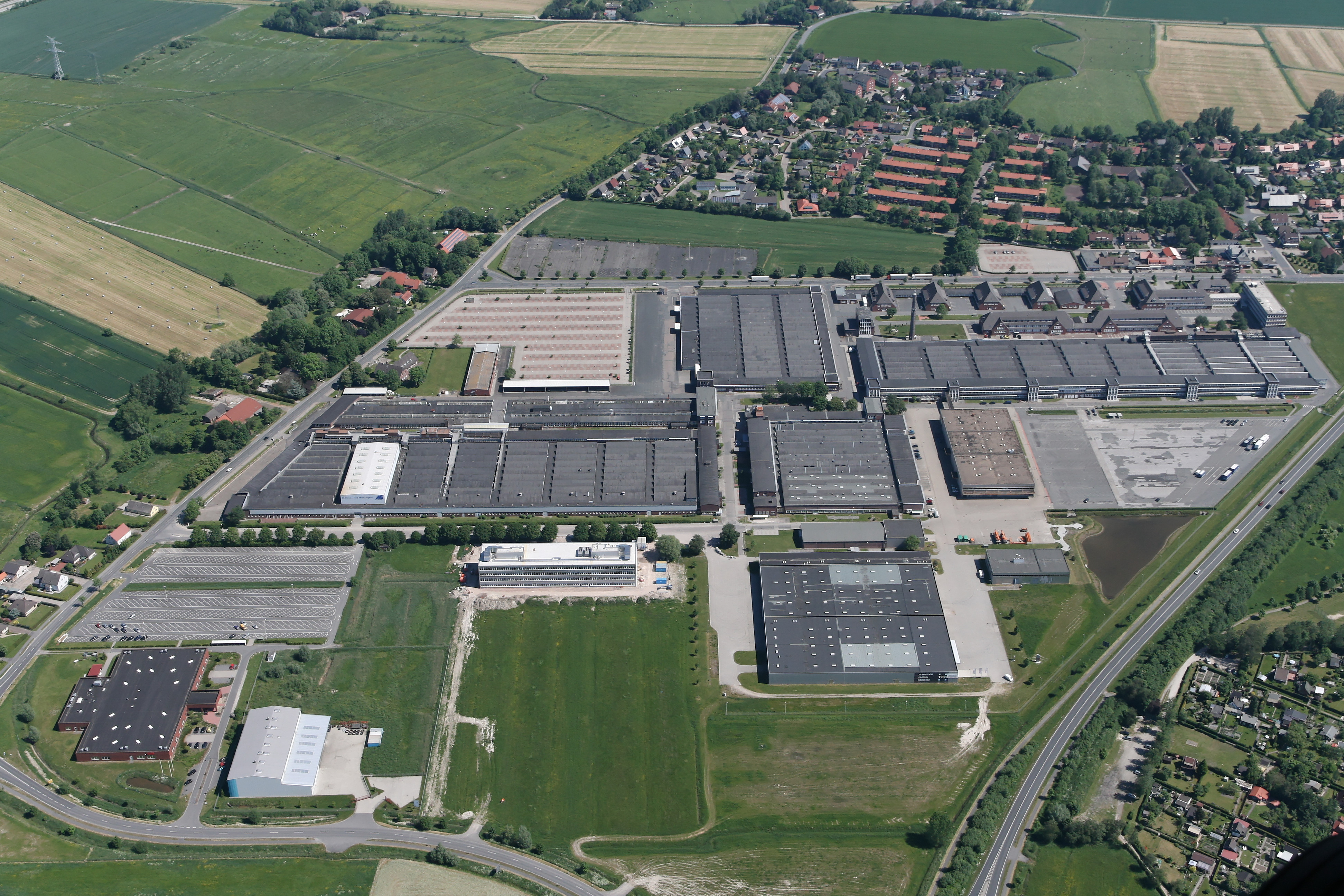
Das Werksgelände aus der Luft (Mai 2012)

Die Olympia-Werke in Roffhausen bei Wilhelmshaven waren ein bedeutender deutscher Hersteller von Schreibmaschinen. Seit der Schließung des Werks 1991 besteht nur noch der Markenname.

## Geschichte

### Entstehung

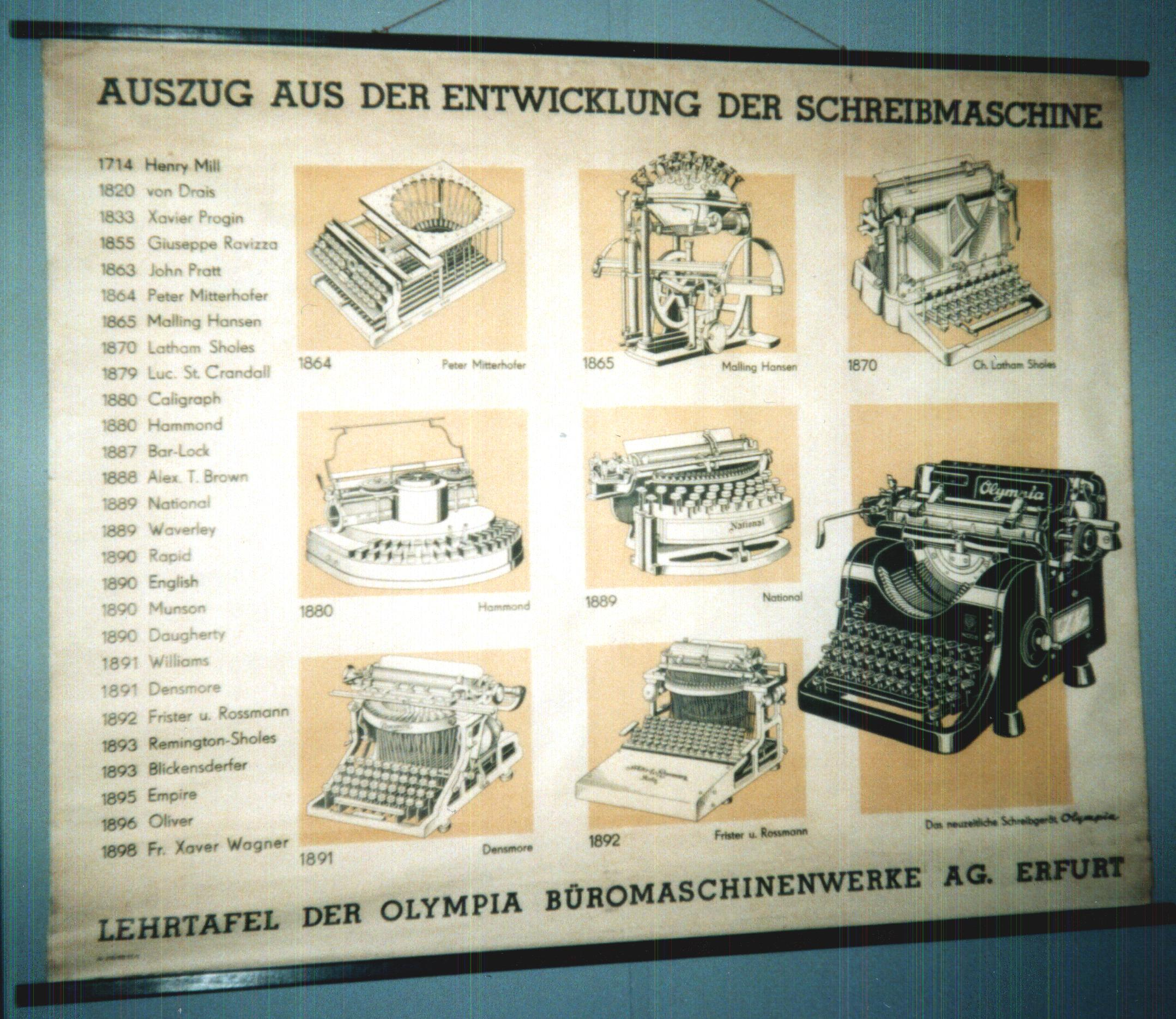
Lehrtafel – Entwicklung der Schreibmaschine – Olympia-Büromaschinenwerke AG Erfurt

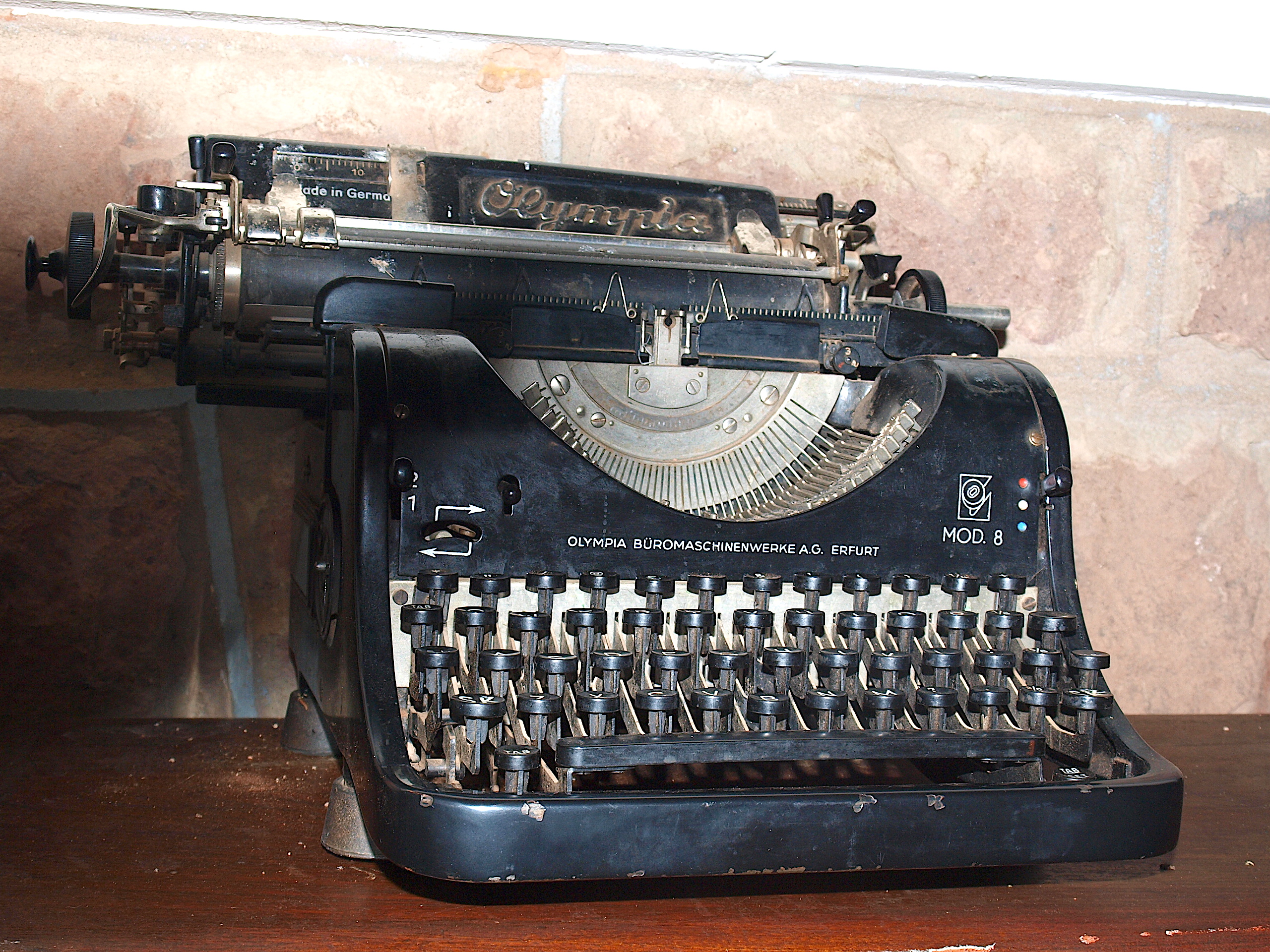
Olympia Schreibmaschine aus Erfurt fotografiert im Schloss Duwisib (Namibia)

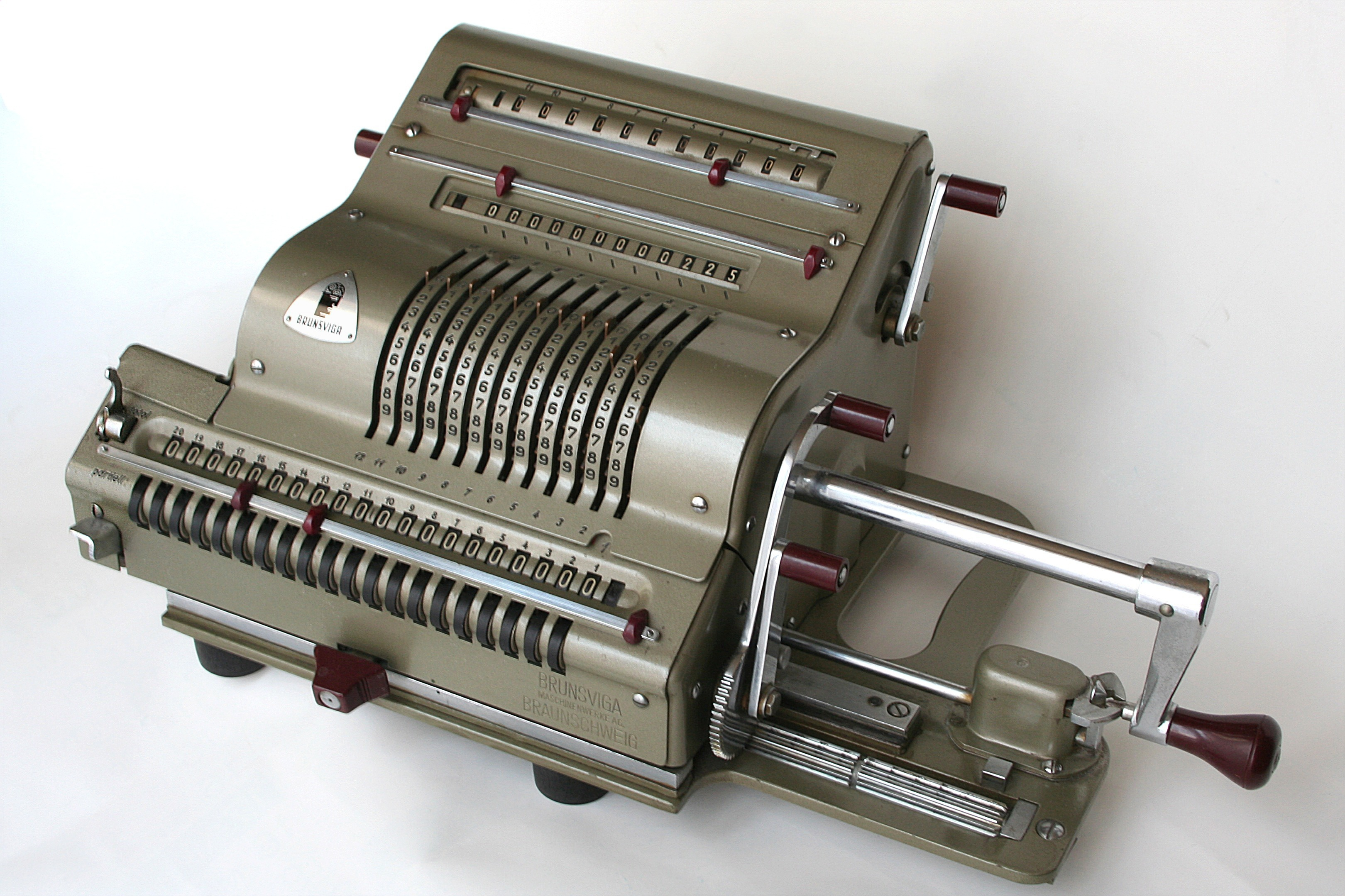
Brunsviga 20 der Olympia-Werke

Als zu Beginn des 20. Jahrhunderts die noch „jungen“ Schreibmaschinen mehr und mehr Aufmerksamkeit und Interesse fanden, beauftragte die Allgemeine Elektricitäts-Gesellschaft (AEG) in Berlin den Ingenieur und Elektrotechniker Friedrich von Hefner-Alteneck, ein solches Gerät zu entwickeln. Von Hefner-Alteneck konstruierte daraufhin die Mignon, eine preiswerte Zeigerschreibmaschine, die nicht nur für größere Unternehmen, sondern auch für Handwerker und Privatleute erschwinglich war. Der Vertrieb der Maschine wurde am 15. August 1903 der Union Schreibmaschinen-Gesellschaft m.b.H. übertragen. 1923 wurde die Schreibmaschinenproduktion in Erfurt in den Räumen eines ehemaligen Rüstungsbetriebs gebündelt. Ab 1930 firmierte dieses Unternehmen als Europa Schreibmaschinen AG; die Erzeugnisse erhielten den international geschützten Markennamen „Olympia“. Die letzte „Mignon“ von 1933 hieß „Olympia-Plurotyp“.
Am 31. Dezember 1936 wurde der Unternehmensname (Firma) in Olympia Büromaschinenwerke AG umgewandelt.
Im Zweiten Weltkrieg wurde neben weiteren Rüstungsgütern auch die Chiffriermaschine Enigma hergestellt. Letztere trug aus Geheimhaltungsgründen auf dem Typenschild nicht den Firmennamen, sondern das codierte Fertigungskennzeichen aye. Das Werk in Erfurt wurde vom 11. bis zum 13. April 1945 durch US-amerikanischen Artilleriebeschuss stark beschädigt. Die erhalten gebliebenen Betriebsanlagen wurden in der Zeit nach der Übergabe Erfurts an die sowjetische Besatzungsmacht am 3. Juni 1945  zum „Volkseigenen Betrieb“, der als VEB Optima Büromaschinenwerke Schreibmaschinen produzierte.

### Neubeginn nach dem Zweiten Weltkrieg
Das Werk in Roffhausen entstand nach dem Zweiten Weltkrieg, als Mitarbeiter des Erfurter Werks um den Vorstandsvorsitzenden Joachim Wussow Ende Juni 1945 samt Konstruktionsunterlagen und auf Geheiß der AEG-Konzernleitung in den Westen flohen. Sie betrieben ihre Geschäftstätigkeit zunächst für rund einen Monat im oberfränkischen Burgkunstadt und verlagerten sie im August 1945 nach Bielefeld, wo sie die Bielefelder Schreibmaschinen Werke gründeten. Als Mieter nutzte das Unternehmen Räume in der Firmenzentrale der Dr. August Oetker KG. Ende 1945 stieß der Vorstand des Bielefelder Unternehmens bei der Suche nach geeigneteren Produktionsstätten und qualifizierteren Facharbeitern auf das ehemalige Marinegerätelager der Standortverwaltung der Marine in Roffhausen. Am 1. Oktober 1946 erteilte die Militärregierung die Produktionsgenehmigung. Die Belegschaft bestand im Startjahr aus 28 Mitarbeitern. Die britische Besatzungsmacht und langjährige Geschäftskunden unterstützten den Betrieb mit Darlehen. Unter schwierigen Bedingungen begann man mit der Produktion von Typenhebelschreibmaschinen, die bald darauf – nicht zuletzt bedingt durch die hohe Nachfrage in der Wirtschaftswunderzeit – erfolgreich verkauft werden konnten. Ende des Jahres 1947 erfolgte die Umbenennung auf Orbis Schreibmaschinen-Werke. Ab 1948 begann man mit der Baureihe SM. Zum Zeitpunkt der Währungsreform im Juni 1948 verfügte das Unternehmen über rund 400 Arbeiter und Angestellte, zum Jahresende über 740.
1949 musste vor dem Internationalen Gerichtshof in Den Haag geklärt werden, ob das west- oder das ostdeutsche Unternehmen den Traditionsnamen „Olympia“ führen durfte. Der Gerichtshof legte fest, dass nur das Roffhausener Werk fortan den Unternehmens- und Markennamen Olympia führen durfte. Das Erfurter Werk nannte sich danach Optima Büromaschinenwerk Erfurt und seine Produktlinien „Optima“. Für das Roffhausenener Werk lautete die Firma ab 1950 Olympia Werke West GmbH und ab Juni 1954 erhielt das Unternehmen seine bekannte Firma Olympia Werke AG. 1951 wurde auch die Produktion von Saldiemaschinen aufgenommen. 1954 erreichte die Belegschaft eine Größe von rund 7500 Personen und produzierte Rund die Hälfte der aus Gesamtdeutschland exportierten Schreibmaschinen. Die Firmengebäude wurden in den Aufbaujahren mehrfach erweitert und erreichten 1955 rund 85.000 m² Nutzfläche.

### Expansion und Ende

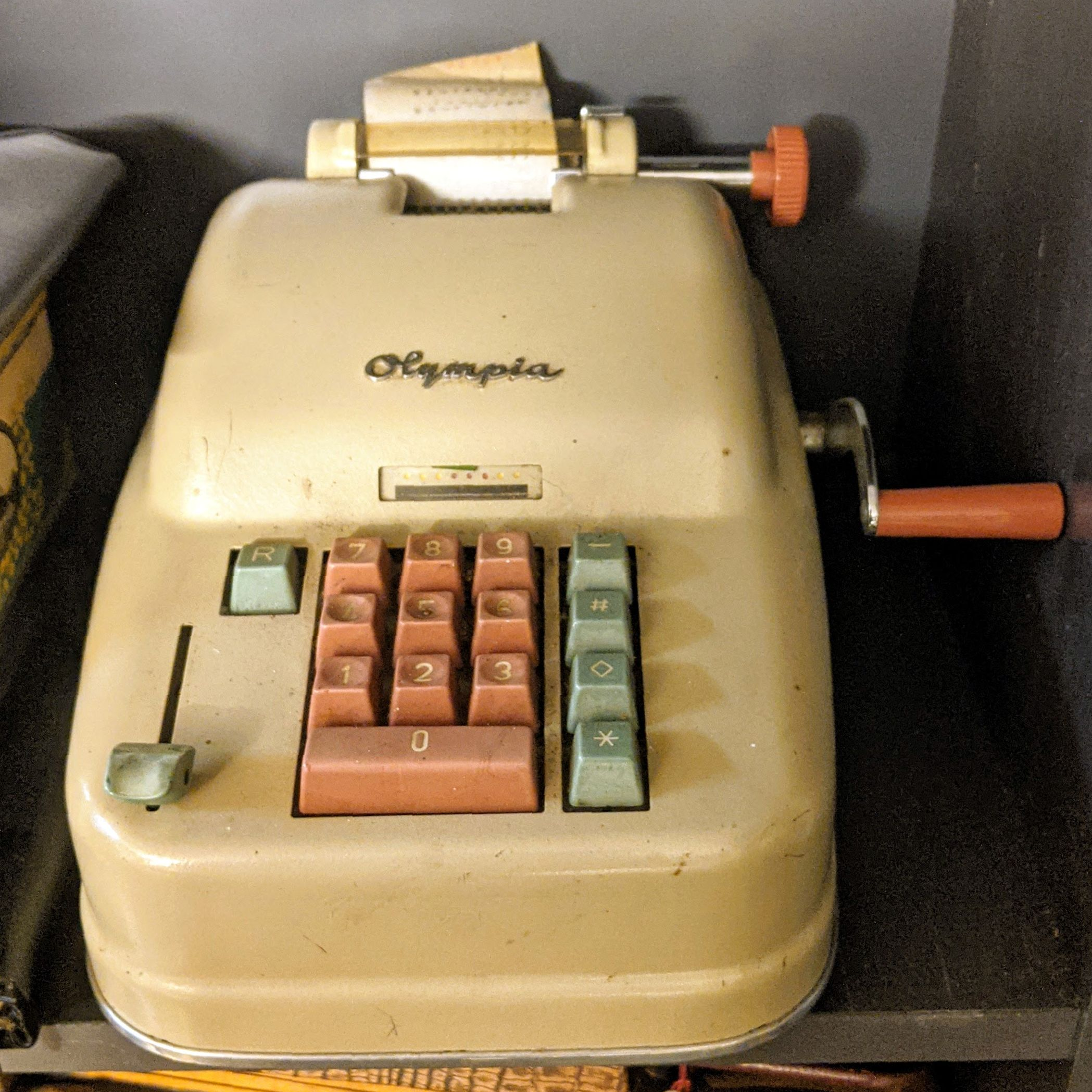
Olympia Rechenmaschine, 1950er Jahre

Umsatz, Gewinn und Mitarbeiterzahl stiegen kontinuierlich. 1957 erreichte man mit rund 12.000 Mitarbeitern einen neuen Höchststand der Belegschaft. Überall im Nordwesten erstanden verlängerte Werkbänke, die Teile für die Fertigung in Roffhausen lieferten. In Leer (Ostfriesland) entstand 1957 ein neues Werk, das bis zu 2.500 Mitarbeiter beschäftigte. In diesem Werk wurden speziell Reise- und Kleinschreibmaschinen gefertigt.
Durch Zukauf expandierte das Unternehmen stetig weiter. 1957 beteiligte man sich zunächst an dem bekannten Rechenmaschinenhersteller Brunsviga Maschinenwerke GmbH in Braunschweig und übernahm zwei Jahre später die ganze Gesellschaft. Die Fertigung von Olympia-Saldiermaschinen wurde daraufhin nach Braunschweig verlegt und man konzentrierte sich auf die Entwicklung und Fertigung von Vier-Spezies-Maschinen, die weiter unter dem Namen Brunsviga vertrieben wurden.
1959 begann man in Roffhausen mit dem Bau von elektrischen Schreibmaschinen vom Typ „SGE“. 1961 kam jede zweite in Deutschland produzierte Schreibmaschine von Olympia. 1962 erwarb die AEG weitere Anteile an den Olympia-Werken und besaß nun das komplette Aktienkapital der Olympia Werke AG in Höhe von 55 Millionen DM. 1969 übernahm man die Schreibmaschinenfabrik Alpina Büromaschinen in Kaufbeuren und baute in Roffhausen drei neue Fertigungshallen mit einem Investitionsaufwand von rund 10 Millionen DM. Olympia expandierte nun auch international und produzierte neben den Werken in Roffhausen, Braunschweig, Leer, Norden und Kaufbeuren auch in Belfast, Mexiko-Stadt, Santiago de Chile sowie in Toronto. Die Gesamtbelegschaft überschritt Anfang 1969 die Marke von 20.000. Olympia war nicht nur die Nummer eins der deutschen Büromaschinenhersteller, sondern gehörte zu den drei größten Büromaschinenherstellern der Welt.
Die Einweihung der Halle 1 der Hannover Messe CeBIT 1970 – „Centrum der Büro- und Informationstechnik“ war für Olympia ein Höhepunkt in der Unternehmensgeschichte. Bereits Ende der 1950er Jahre war die Büroindustrie auf den dritten Platz aller auf der Hannover Messe ausstellenden Industriezweige vorgerückt. Olympia war 1970 der größte Aussteller in der neuen CeBIT-Halle. Hier wurde mit der Olympia Multiplex 80 ein computergesteuertes Datenerfassungssystem vorgestellt. Die erste Installation war bereits 1969 bei der Deutschen Bank Hamburg erfolgreich abgeschlossen worden. Bis 1976 wurden 70 Datenerfassungssysteme vom Typ „Multiplex 80“ im Gesamtwert von mehr als 10 Millionen Mark installiert.
Es überwogen kommerzielle Anwendungen bei den auf zwei Wegen vertriebenen System: den Vertrieb für den Banken- und Sparkassenbereich hat Olympia – für die Betriebsdatenerfassung in anderen Sparten wurde die Multiplex 80 direkt vom Hersteller Kabel- und Metallwerke Gutehoffnungshütte AG (Kabelmetal) angeboten.
Ab Mitte der 1960er Jahre stellte Olympia neben den mechanischen auch elektronische Rechenmaschinen her, die Ziffern mit Hilfe von Nixie-Röhren darstellten. Ende der sechziger Jahre waren diese mit Hunderten von Transistoren und Dioden bestückten Maschinen jedoch bereits viel zu schwer und zu teuer und damit japanischen Maschinen am Markt unterlegen. Dieser Situation begegnete man Anfang der 1970er Jahre durch eine Kooperation auf dem Rechnersektor mit Matsushita in Japan. Andere Komponenten wie Kopiergeräte wurden u. a. von Agfa zugekauft. Der sich abzeichnende Untergang der klassischen Bürotechnik angesichts der Verbreitung der Kleincomputer zeigte auch das Ende der Olympia Werke AG auf. Der Mutterkonzern AEG, inzwischen von Daimler aufgekauft, konnte keine entscheidenden innovativen Schübe geben.
Ab Mitte der 1980er Jahre häuften sich die schlechten wirtschaftlichen Nachrichten über die AEG Olympia AG. Nach jahrelangen Verlusten beschlossen die Konzernzentralen der Muttergesellschaften AEG und Daimler-Benz im Dezember 1991 ihren Rückzug aus der Bürokommunikation und die Schließung des Standortes mit seiner Belegschaft von rund 3.600 Arbeitnehmern. Unter dem Motto „Olympia – das Herz der Region muss weiterleben“ folgte in den nächsten Monaten ein bundesweit beachteter Arbeitskampf der Olympia-Beschäftigten um den Erhalt ihrer Arbeitsplätze. Mit Aktionen in Wilhelmshaven, Frankfurt und Stuttgart wurde an die Verantwortung des Daimler-Benz-Konzerns erinnert und öffentlicher Druck zur Schaffung von Ersatzarbeitsplätzen in der Region Wilhelmshaven/Friesland aufgebaut. Trotzdem konnte die Schließung des Standorts in Roffhausen zum Ende 1992 nicht verhindert werden. Als positives Ergebnis des Arbeitskampfes erfolgte die Entwicklung des Konzeptes für ein TCN (Technologie-Centrum Nordwest), das die Ausgliederung und Weiterführung von Betriebsteilen der Olympia als selbständige Unternehmen sowie die Ansiedlung neuer Unternehmen auf dem Gelände des TCN vorsah. Unterstützung erhielt das Konzept von der niedersächsischen Landesregierung, dem Mutterkonzern Daimler-Benz, dem Landkreis Friesland, der Stadt Schortens und den Arbeitnehmervertretern. Zum Jahresbeginn 1993 konnte das TCN 14 Betriebe mit rund 750 Mitarbeitern vorweisen. 2012 bezog das neu aufgestellte Marineunterstützungskommando Räumlichkeiten im TCN.
Teile der AEG Olympia AG wurden in kleinere, wirtschaftliche Gesellschaften umgewandelt. Es entstanden die Olympia Office Vertriebsgesellschaft mbH zum Vertrieb der nun meist zugekauften Büromaschinen, die OSG Office Service GmbH, die einen markenunabhängigen Service für noch im Markt befindliche Büromaschinen anbot sowie eine Gesellschaft als Besitzerin der Immobilien und Fertigungsanlagen. Die Nachfolgeunternehmen OSG Office Service GmbH und Olympia Office Vertriebsgesellschaft mbH blieben nicht lange im Besitz des AEG-Konzern. Die OSG Office Service GmbH fand zum 1. Mai 1993 mit dem Unternehmen Elcosa AG in Schaffhausen einen neuen Besitzer. Die Olympia Office Vertriebsgesellschaft mbH mit dem Markennamen Olympia, dem weltweiten Vertriebsnetz und der Produktionsstätte in Mexiko-Stadt wurde zum 1. Juli 1994 von der Elite Gruppe in Hongkong übernommen und als Olympia International Holdings Ltd mit Sitz in Road Town auf den Britischen Jungferninseln weitergeführt.
Heute gibt es nur noch die Rechte am Markennamen „Olympia“, die in Deutschland der Unternehmer Heinz Prygoda innehat. Derzeit tragen noch die Olympia International Holdings Ltd als Nachfolger sowie Prygodas Olympia Business Systems Vertriebs GmbH den Markennamen. Die Olympia Business Systems Vertriebs GmbH fusionierte Anfang 2019 mit dem Wiesbadener Büroartikel-Großhändler GENIE GmbH & Co. KG, ehemals Dieter Gerth GmbH, zur GO Europe GmbH mit Sitz in Hattingen.
Auf dem Gelände des TCN wird von Ehrenamtlichen ein kleines Museum mit Exponaten zur Erinnerung an die Olympia Werke  betrieben, das nach vorheriger Vereinbarung zu besichtigen ist.

## Referenz in der Popkultur
Die Geschichte meiner Schreibmaschine von Paul Auster ist ein kleines Buch über die alte Olympia-Schreibmaschine des Buchautors mit Bildern des Malers Sam Messer. Auch Woody Allen hat bis in jüngste Zeit mit einer Olympia gearbeitet.

## Produkte

### Schreibmaschinen

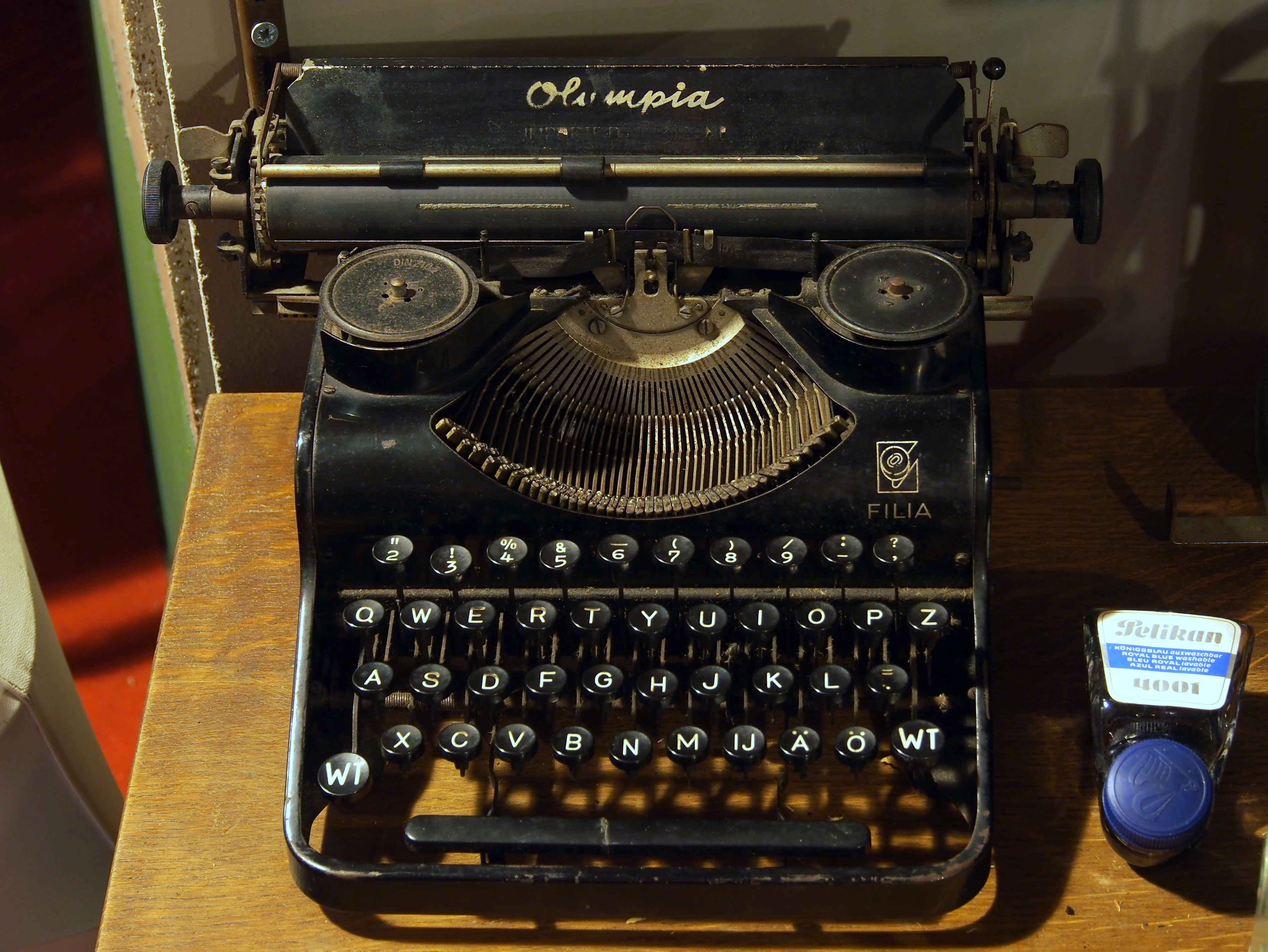
Olympia Filia
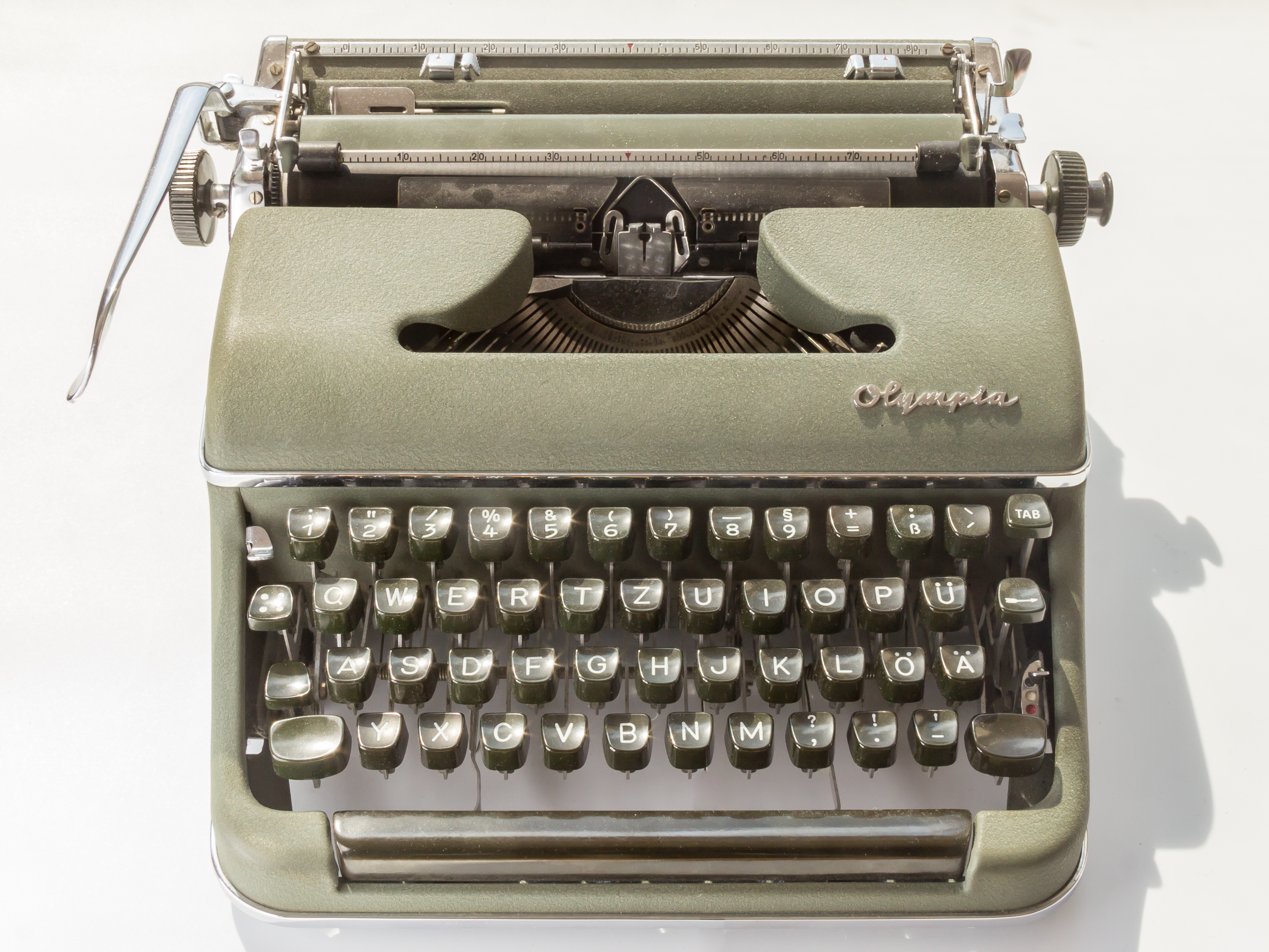
Olympia SM3 (1954)
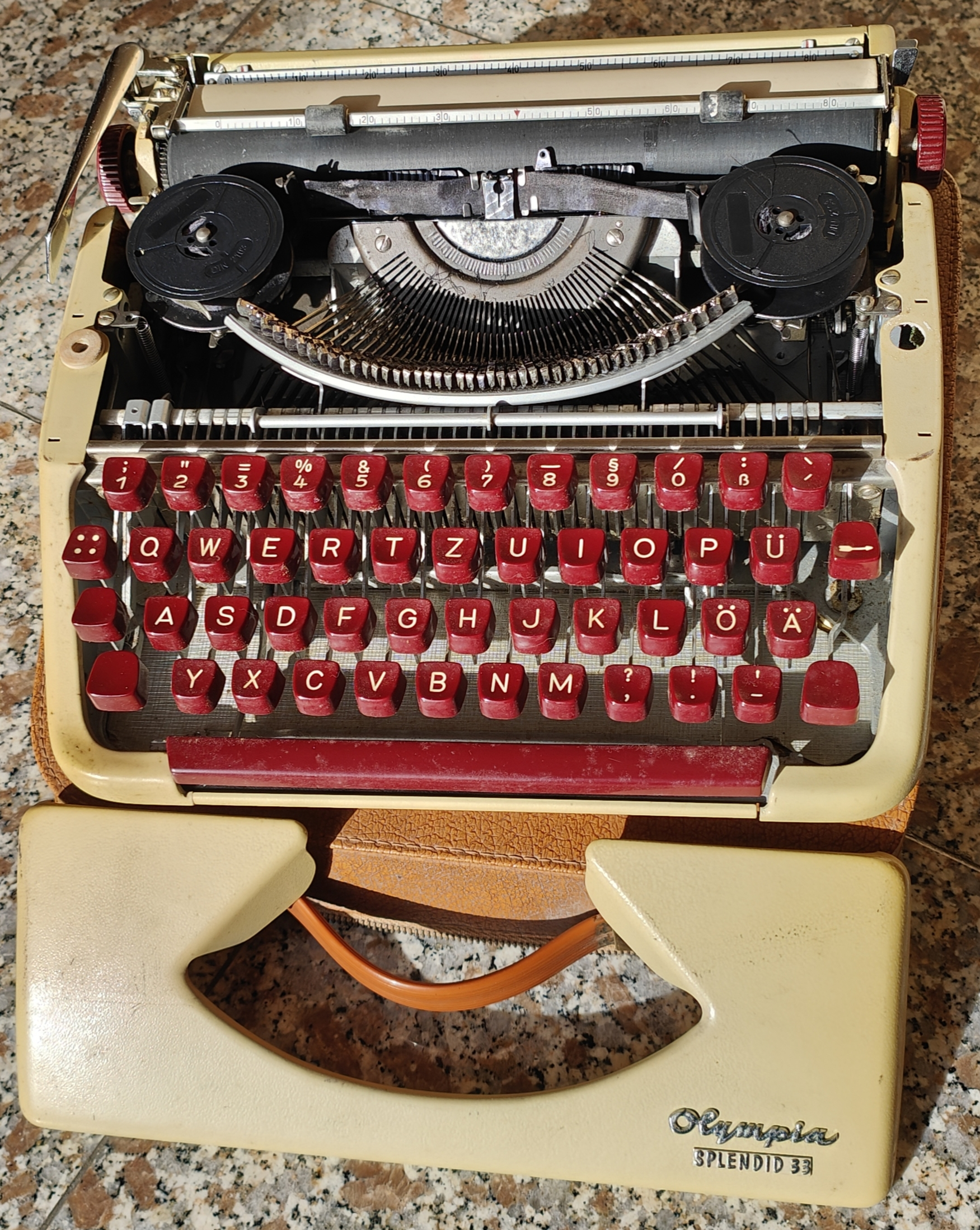
Olympia Splendid 33 (1961)
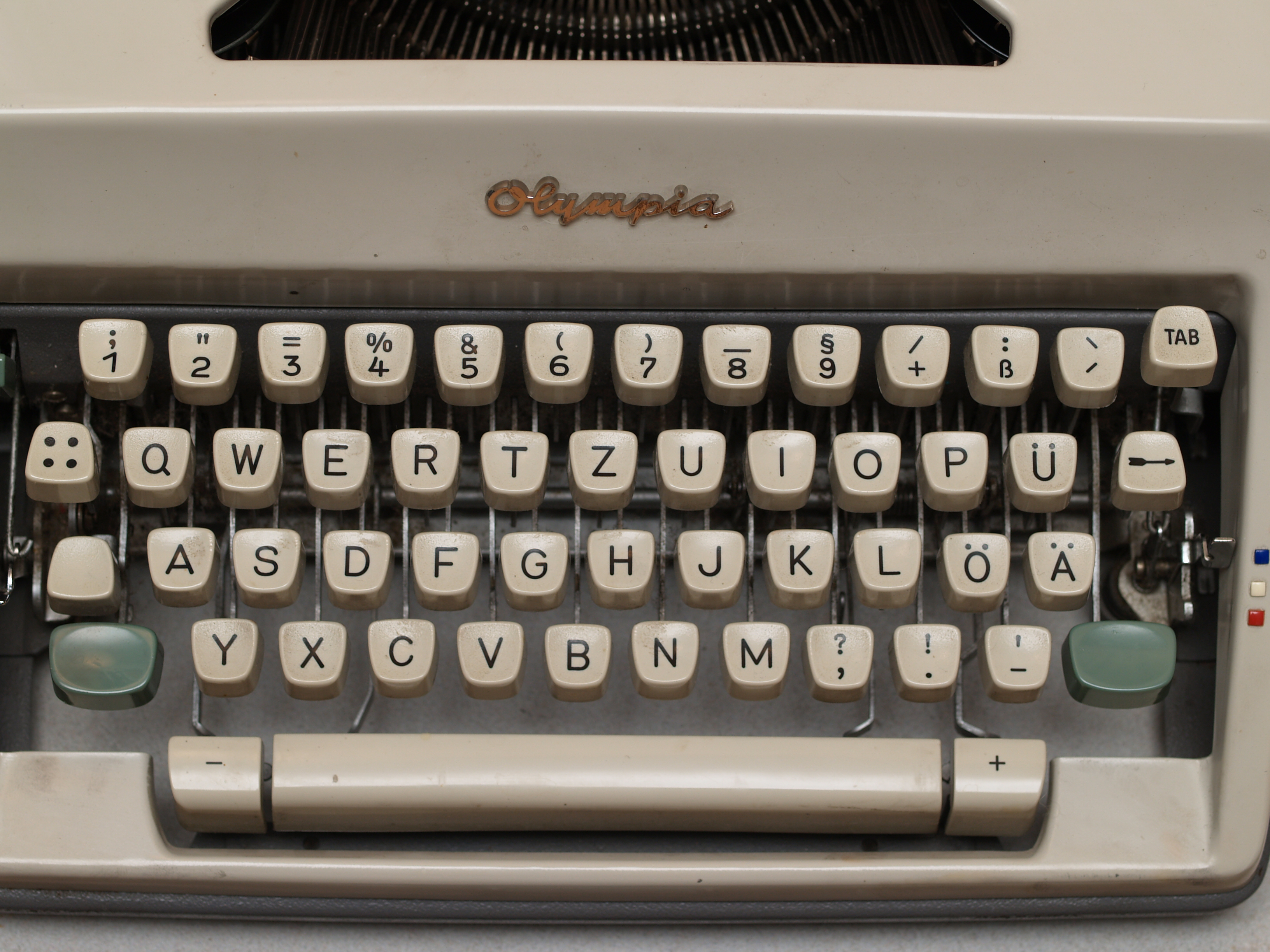
Olympia SM9 (1964)
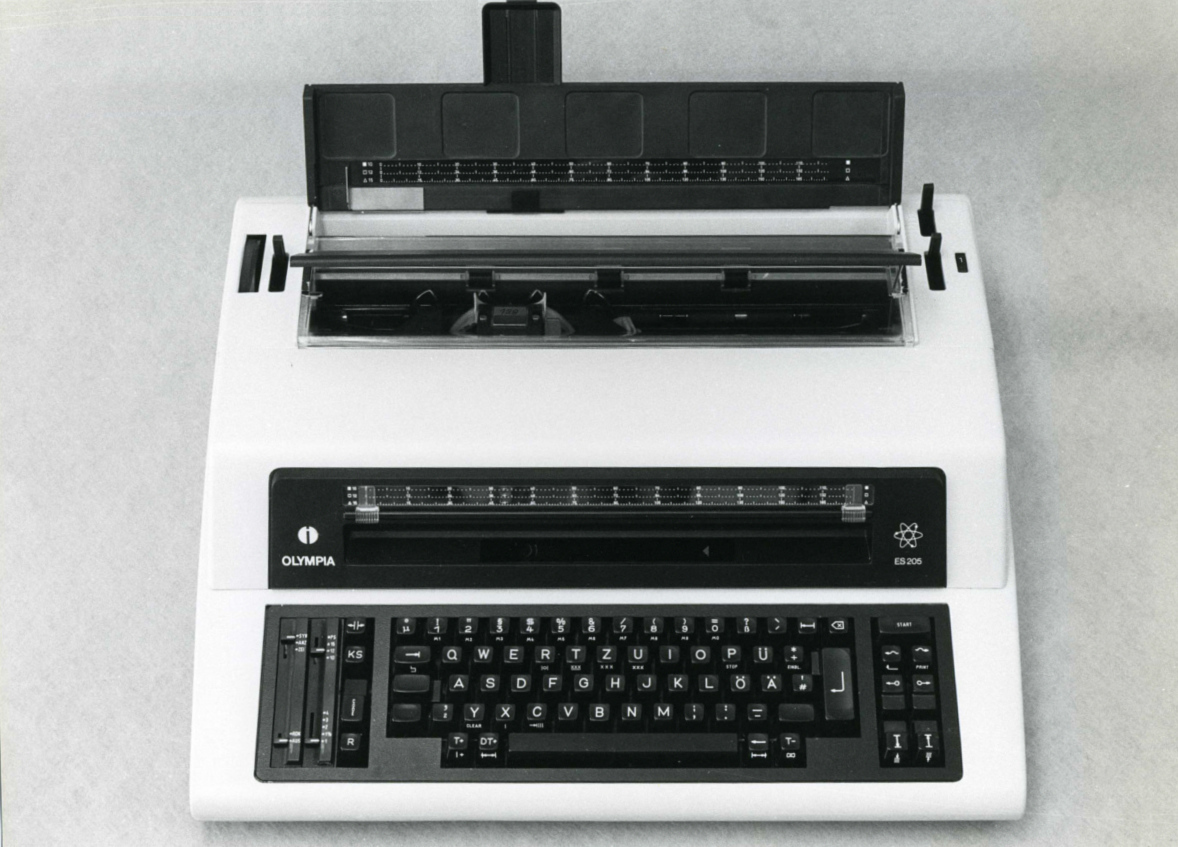
Olympia ES 200
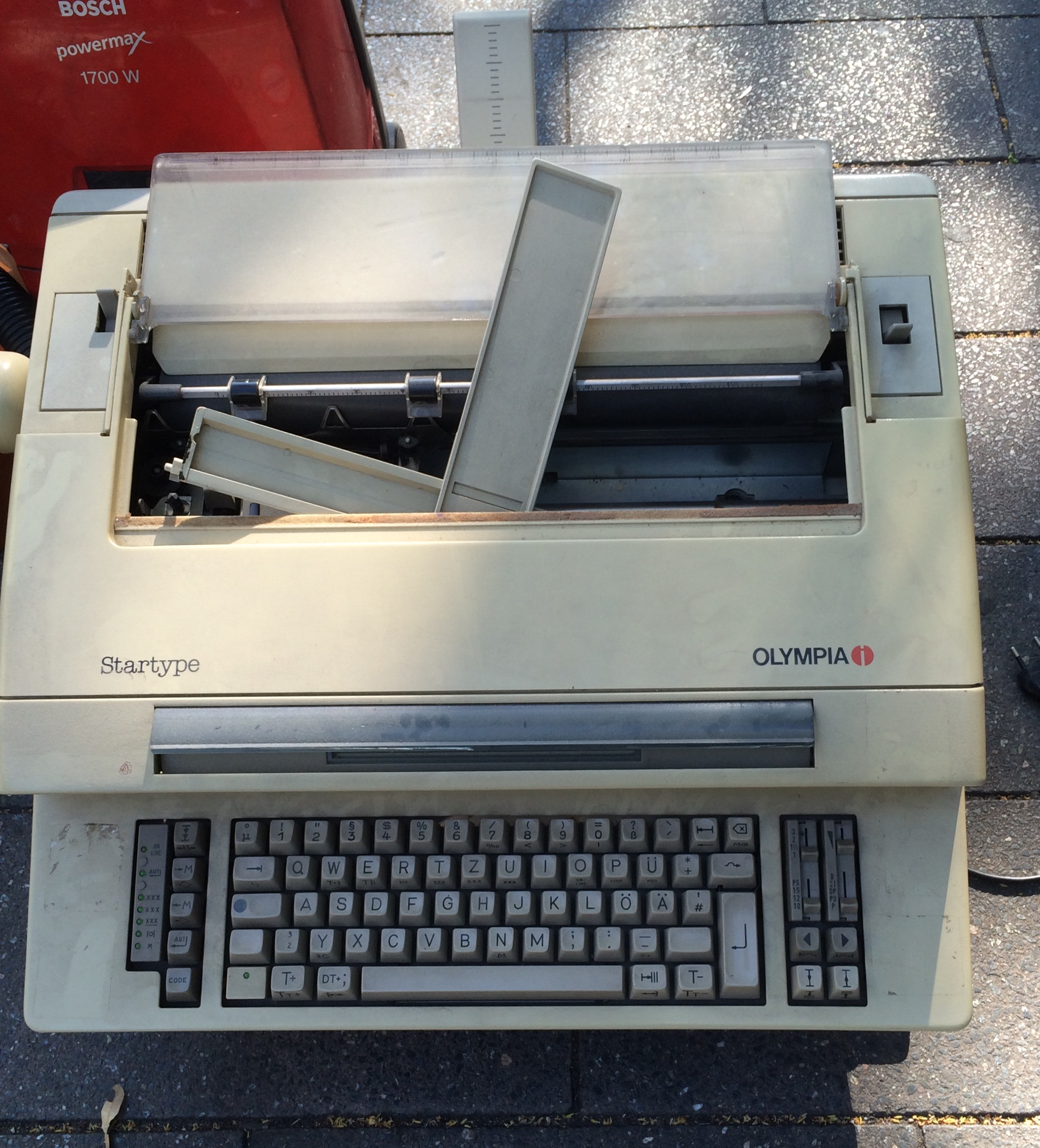
Olympia Startype

### Rechengeräte

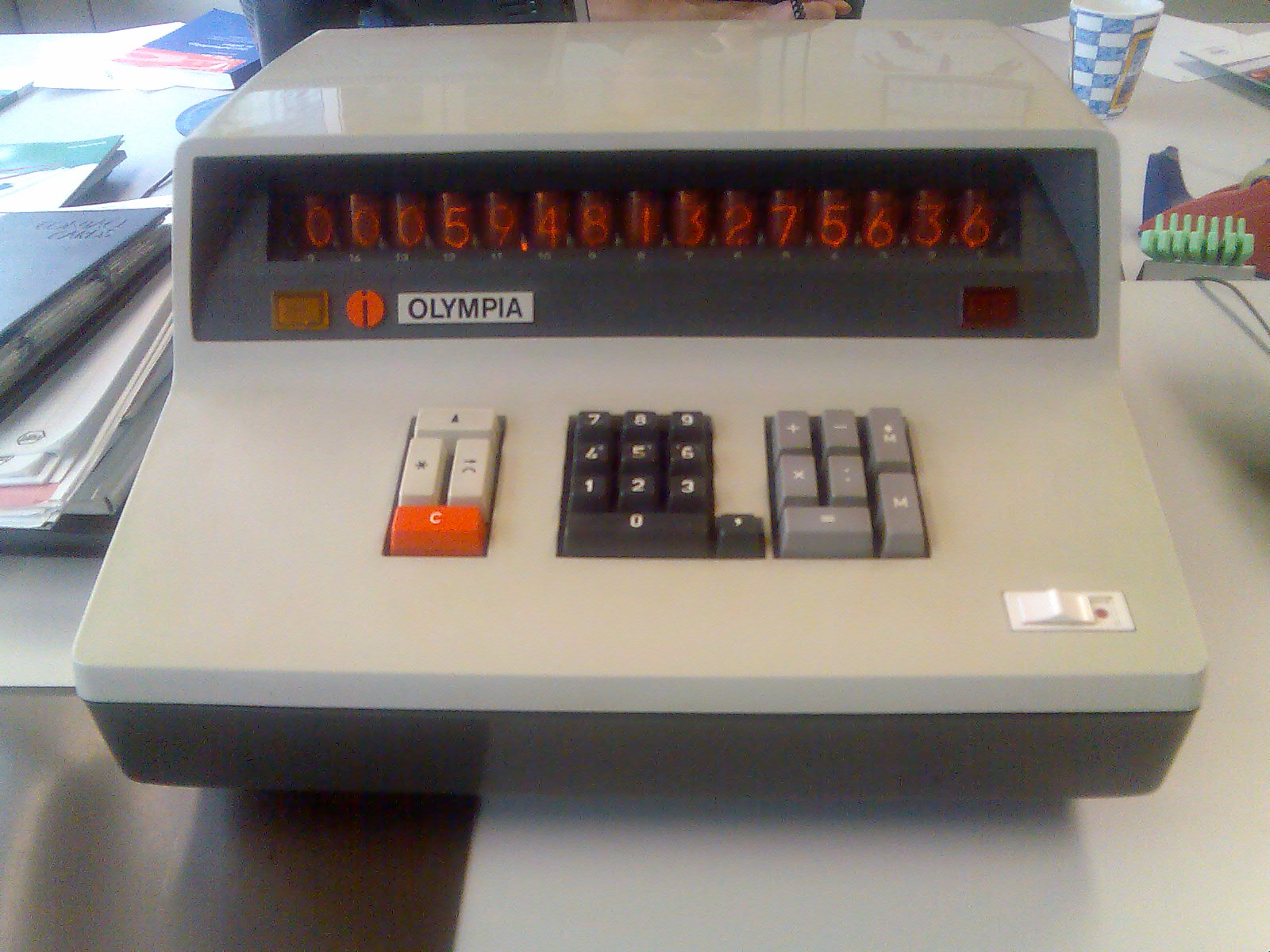
Rechenmaschine RAE 4/30-0, 1969
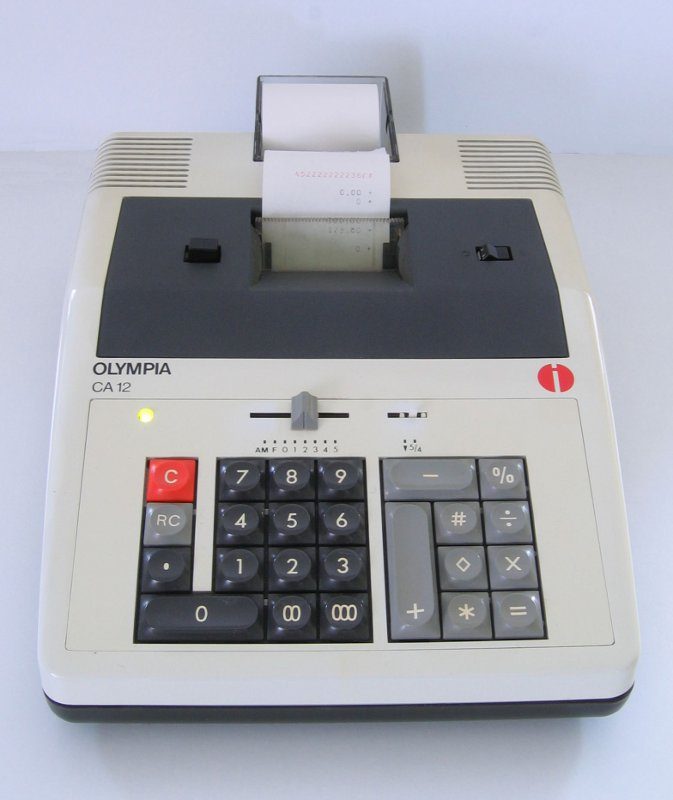
Tischrechner CA 12
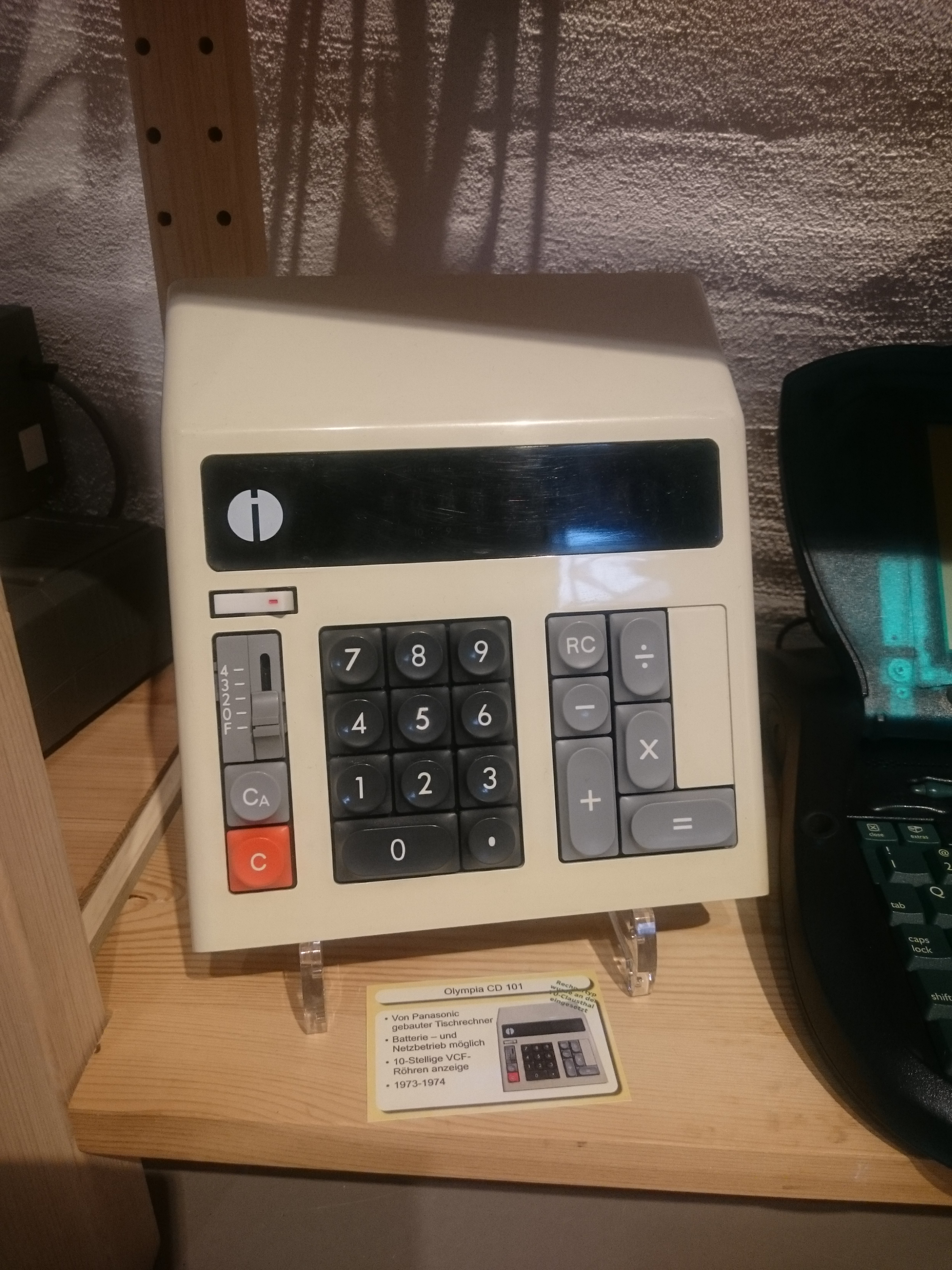
Olympia CD 101 Tischrechner, um 1973/74, gebaut von Matsushita Electric Industrial
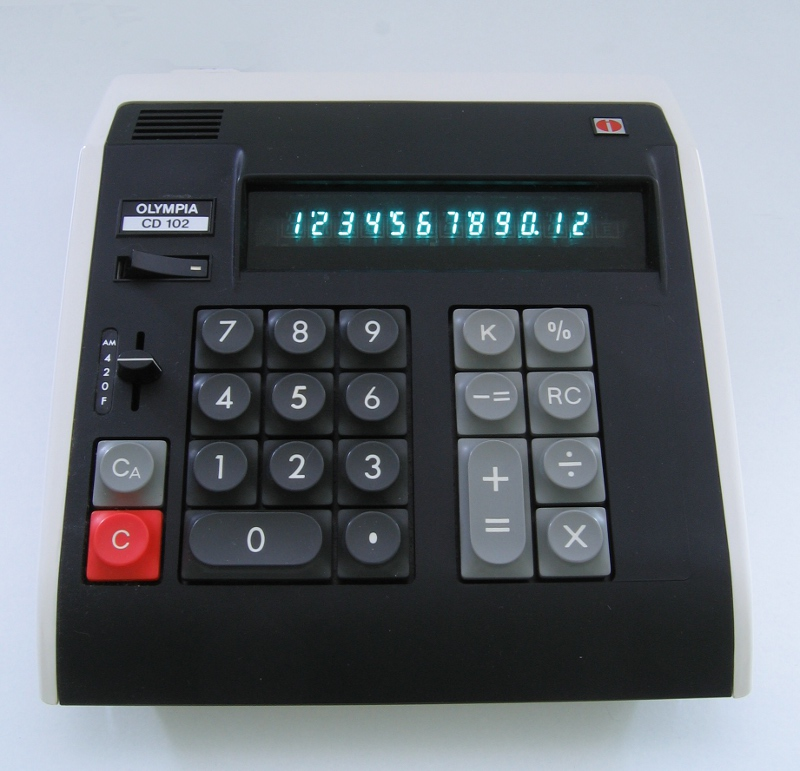
Tischrechner CD 102
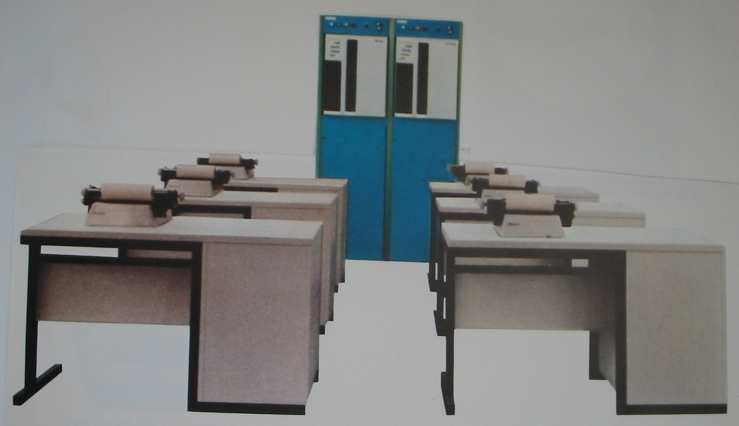
Multiplex-80